# Avienus
Postumius Rufius Festus Avienus oder Avienius war ein lateinischer Dichter der 2. Hälfte des 4. Jahrhunderts aus Volsinii (heute Bolsena).

## Leben
Die genauen Lebensdaten sind unbekannt, seine Schaffenszeit liegt um die Jahrhundertmitte (floruit um 360 n. Chr.). Somit war er also ein Zeitgenosse des Kaisers Julian. Möglicherweise hatte Avienus hohe politische Ämter inne.
Der genaue Name des Autors ist umstritten. Mitunter wurde er mit dem Fabel-Schriftsteller Avianus verwechselt oder zusammengenommen.

## Werke
Von Avienus sind die Werke Phaenomena (Aratea des Avienus nach der Sternkunde des Aratos von Soloi), Descriptio orbis terrae (nach Dionysios Periegetes) und Ora maritima erhalten. Darüber hinaus ist ein Fragment über Kometen beim Vergil-Kommentator Servius überliefert. Die Texte sind nur äußerst spärlich bezeugt: neben der Erstausgabe (editio princeps) von 1488 existieren nur noch zwei Textzeugen, die größere Partien oder das Gesamt enthalten, und ein paar Manuskripte aus den Phaenomena des Germanicus.
Der pagane Autor Avien vermittelt vor allem in seinen Phaenomena ein synkretistisches Weltbild (vgl. Synkretismus), das stark henotheistisch (vgl. Henotheismus) geprägt ist: Eine einzige Gottheit durchwaltet den Kosmos in vielerlei Gestalt. Die durch die Gnosis beeinflusste Darstellungsart arbeitet vor allem Weber (s. u.) heraus.

## Textausgaben und Übersetzungen
- Alfred Holder: Rufi Festi Avieni Carmina. Innsbruck 1887 (in vielem veraltete Gesamtausgabe der Werke).

### Phaenomena
- Alfred Breysig: Rufi Festi Avieni Aratea. Teubner, Leipzig 1882 (Textausgabe, Digitalisat).
- Gregor Fischer, Friedrich Köppner: Der gestirnte Himmel. Versuch einer Übersetzung der Phaenomena Aratea des Rufus Festus Avienus. In: Programm des Communal-Obergymnasiums in Komotau. Komotau 1893 (deutsche Übersetzung, Teil 1).
- Gregor Fischer: Der gestirnte Himmel.  Versuch einer Übersetzung der Aratea des Rufus Festus Avienus. In: Programm des Communal-Obergymnasiums in Komotau.  Komotau 1896 (deutsche Übersetzung, Teil 2).
- Jean Soubiran: Aviénus, les phénomènes d’Aratos. Les Belles Lettres, Paris 1981, ISBN 2-251-11020-8; ISBN 2-251-01020-3 (Textausgabe und französische Übersetzung).

### Ora maritima
- André Berthelot: Ora maritima. Paris 1934 (Referenztext).
- Dietrich Stichtenoth: Ora maritima, lateinisch und deutsch. WBG, Darmstadt 1968 (der lateinische Text gibt denjenigen der Erstausgabe wieder und ist daher unbrauchbar)
- John Paul Murphy: Ora maritima or Description of the seacoast. Ares Publications, Chicago 1977, ISBN 0-89005-175-5.
- Aviénus, Les rivages maritimes, texte ét. par Jean-Baptiste Guillaumin, trad. et comm. par Jean-Baptiste Guillaumin/Gwladys Bernard (Edition Budé), Paris 2021.

### Descriptio orbis terrae
- Paul van de Woestijne: La Descriptio orbis terrae d’Avienus (=Werken uitgegeven door de Faculteit van de Letteren en Wijsbegeerte, Rijksuniversiteit te Gent 128). Brugge 1961 (Referenztext).
- Amedeo A. Raschieri: L’orbis terrae di Avieno. Bonanno, Acireale/Rom 2010, ISBN 978-88-7796-623-0.